# Arthur Thost
Hermann Arthur Thost (Zwickau, 9 giugno 1854 – Amburgo, 22 dicembre 1937) è stato un medico tedesco.

## Biografia
Studiò medicina in diverse università europee, ricevendo il dottorato all'Università di Heidelberg nel 1879. Dopo la laurea, rimase a Heidelberg come assistente del patologo Nikolaus Friedreich. Più tardi, fu associato all'ospedale generale di Eppendorf, poi nel 1919 fu nominato professore associato di otorinolaringoiatria presso l'Università di Amburgo.
Insieme al dermatologo Paul Gerson Unna, venne chiamata la sindrome di Unna-Thost, una rara malattia ereditaria che colpisce i palmi delle mani e le piante dei piedi. Descrisse la malattia in un documento intitolato Über erbliche Ichtyosis palmaris et plantaris cornea (1880).

## Opere principali
- Die Verengerungen der oberen Luftwege nach dem Luftröhrenschnitt und deren Behandlungm (1911, Hermann Kümmell).
- Der normale und kranke kehlkopf des lebenden im Röntgenbild, 1913.
- Verletzungen des Ohres durch Luftdruckschwankungen, 1928.
- Der einfache Schleimhautkatarrh der oberen Luftwege und seine Behandlung.[2]